# Північ у Пера-палас
«Північ у Пера Палас» (тур. Pera Palas'ta Gece Yarısı) — турецький інтернет-серіал 2022 року від Netflix у жанрі історичної драми та драми, створений компанією Karga Seven Pictures. В головних ролях — Хазал Кая, Селахаттін Пасалі.
Перший сезон вийшов 3 березня 2022 року.
Серіал має 1 сезон. Завершився 8-м епізодом, який вийшов у ефір 3 березня 2022 року.
Режисер серіалу — Емре Шахін.
Сценарист серіалу — Еліф Усман.

## Сюжет
Молода журналістка пише статтю про історичний готель в Істамбулі. Несподівано потрапивши в минуле, вона має запобігти заколоту, що може змінити долю сучасної Туреччини.

## Актори та ролі
| Актор             | Роль                   |
| ----------------- | ---------------------- |
| Хазал Кая         | Есра/Періде            |
| Тансу Бісер       | Ахмет                  |
| Селахаттін Пасалі | Халіт                  |
| Хакан Дінкол      | Мустафа Кемаль Ататюрк |
| Нергіс Озтюрк     | Елені                  |

## Сезони
| Сезон | Епізоди | Епізоди | Оригінальний показ | Оригінальний показ | Оригінальний показ |
| Сезон | Епізоди | Епізоди | Перший показ       | Останній показ     | Мережа             |
| ----- | ------- | ------- | ------------------ | ------------------ | ------------------ |
| 1     | 8       | 8       | 3 березня 2022     | 3 березня 2022     | Netflix            |

## Список серій

### Сезон 1 (2022)
| № | # | Назва                                       | Режисер    | Сценарист  | Перший ефір у США |
| --- | - | ------------------------------------------- | ---------- | ---------- | ----------------- |
| 1 | 1 | «Подорож» «Yolculuk»                        | Емре Шахін | Еліф Усман | 3 березня 2022    |
| Збираючи матеріали для статті в Пера-палас, Есра потрапляє в 1919 рік, зустрічає свого двійника й опиняється в епіцентрі політичних інтриг.                      |   |                                             |            |            |                   |
| 2 | 2 | «Коріння» «Kökler»                          | Емре Шахін | Еліф Усман | 3 березня 2022    |
| Зайнявши місце Періде, Есра разом з Ахметом планує змінити хід історії, але її помічають Джордж із Халітом.                                                      |   |                                             |            |            |                   |
| 3 | 3 | «Таємниця» «Gizli»                          | Емре Шахін | Еліф Усман | 3 березня 2022    |
| Політичні ставки зростають. Ахмед знаходить щоденник у кімнаті Фахреттіна. Той саме розповідає Есрі про зловісний план Джорджа щодо Стамбула.                    |   |                                             |            |            |                   |
| 4 | 4 | «Безвісти» «Mefkud»                         | Емре Шахін | Еліф Усман | 3 березня 2022    |
| Халіт розпитує Есру про її розмову з Фахреттіном. Жінка намагається передати записку Мустафі Кемалю, проте її хитрість ставить інших під загрозу.                |   |                                             |            |            |                   |
| 5 | 5 | «Що посієш — те й пожнеш» «Men Dakka Dukka» | Емре Шахін | Еліф Усман | 3 березня 2022    |
| Димитрій застерігає Ахмета від втручання в події минулого. Тоді як доля Лейли висить на волосині, Есра розкриває справжні мотиви Халіта.                         |   |                                             |            |            |                   |
| 6 | 6 | «Життя або смерть» «Hayat-ı Memat»          | Емре Шахін | Еліф Усман | 3 березня 2022    |
| Доля Ахмета залежить від того, чи виживе Халіт. Есра використовує ключ Димитрія для подорожі в майбутнє, де за несподіваних обставин стикається з Халітом.       |   |                                             |            |            |                   |
| 7 | 7 | «Конфронтація» «Yüzleşme»                   | Емре Шахін | Еліф Усман | 3 березня 2022    |
| Каблучка, знайдена поруч із тілом Періде, указує на особу, насправді винну в її смерті. Джордж укладає підступну угоду із Сонею і планує розправитися з Халітом. |   |                                             |            |            |                   |
| 8 | 8 | «Пружина» «Zenberek»                        | Емре Шахін | Еліф Усман | 3 березня 2022    |
| Соня знаходить ключ, що дасть змогу змінити події в минулому. Після сутички з Решатом Есра придумує план, що допоможе викрити схему Джорджа та зірвати змову.    |   |                                             |            |            |                   |

## Нагороди
| Рік  | Премія                       | Категорія                 | Номінант            | Результат |
| ---- | ---------------------------- | ------------------------- | ------------------- | --------- |
| 2022 | 48. Премія «Золотий метелик» | Найкращий інтернет-серіал | Північ у Пера-палас | Номінація |